# Le Roman historique à l'époque romantique

Le Roman historique à l’époque romantique, de Louis Maigron, première étude française abordant le roman historique, paraît en 1898.
Le livre porte en sous-titre : Essai sur l’influence de Walter Scott. Car il n’est pas consacré véritablement au roman historique, mais à l’influence qu’ont les romans historiques de Walter Scott sur les romantiques français. Les Waverley Novels mettent à la disposition de ces derniers de nombreuses techniques novatrices, qui permettent de façonner le roman moderne. De prestigieux disciples de Scott, tel Balzac, sauront faire un usage éclatant de ces apports littéraires.

## Les précurseurs du roman historique
Une lente organisation du roman historique s’est opérée avant Walter Scott. Louis Maigron y distingue trois étapes : 

### Le courant « idéaliste »
Ceux qui altèrent l’histoire, « les La Calprenède et les Scudéry », ont cru écrire des romans historiques. Mais, d’une part, leurs héros sont des personnages illustres. D’autre part, l’histoire n’est pour eux qu’une toile de fond. Le seul mérite de ces auteurs est de donner un attrait poétique à leurs scènes en choisissant leurs personnages dans une réalité lointaine.

### Le courant « réaliste »
Un progrès notable est accompli par « les Courtilz de Sandras et les Prévost ». Ils n’introduisent pas l’Histoire « avec ostentation et fracas » dès les premières pages. Ils relèguent dans l’ombre les grandes figures historiques. D’autre part, ils abandonnent les époques incertaines des fabuleux Pharamond, Glélie ou Horatius Coclès. Ils abordent des époques plus précises, où évoluent des personnages mieux connus, des Louis XIII et des Mazarin, ce qui oblige à un certain respect de la vérité historique. Le genre apprend à se préserver des « travestissements grotesques » qui le discréditent.

### Le courant «pittoresque»
Enfin, Chateaubriand, dans Les Natchez, Les Martyrs et Les Aventures du dernier Abencerage, introduit un des éléments essentiels du genre : la couleur locale.
Louis Maigron constate que le roman historique possède maintenant « à peu près tous ses organes ». Et qu’il ne lui faut plus « qu'un souffle pour tout animer. » Ce souffle aura pour nom Walter Scott.

## Scott, un romancier novateur
Pour Scott, introduire l’Histoire dans un roman n’est pas anodin, et ne peut se satisfaire des techniques jusqu’alors trop conventionnelles du roman. L’Histoire soumet le romancier à des exigences particulières.

### L’Histoire transforme l’intrigue
L’analyse plus ou moins fade d’une passion plus ou moins banale entre le jeune premier et la jeune première passe au second plan. La description précise, la résurrection du passé deviennent le souci premier du romancier : « C'est d'une intrigue véritablement historique que le récit tirera le meilleur de son pathétique et de sa force. » C’est une contrée qui est mise en scène, avec les divisions intestines qui la travaillent. L’Histoire cesse d’être le fardeau dont l’auteur se débarrasse dans les deux premiers chapitres ; c’est elle désormais « qui soutient toutes les parties de l'œuvre, qui les anime, qui les explique ».

### L’Histoire transforme les sentiments
Les sentiments et les pensées des personnages ne sont plus là que pour représenter les sentiments et les pensées de la collectivité. Les personnages sont moins des individus que des types, et des types essentiellement historiques. Ainsi, dans Ivanhoé, le vieux Cédric n’a-t-il pas de physionomie propre. Il ne fait qu’incarner la haine aveugle de tout ce qui est normand, représentant toute une période de l’histoire sociale de l’Angleterre. Chaque personnage n’a d’autres intérêts, d’autres passions, d’autres sentiments que ceux de sa catégorie sociale. C’est toute une société qui devient ainsi vivante à nos yeux, « avec ses groupes particuliers et leurs nuances distinctes ». Et c’est ainsi que font irruption ceux que le roman avait jusque-là dédaignés : les petits et les humbles.

### L’Histoire exige la couleur locale
Dans un souci de vérité, Walter Scott apporte un grand soin à la description du costume de chaque « type » humain et à celle des décors. Désormais la couleur locale « constitue le roman lui-même ».

## Influence de Walter Scott, en France
De 1820 à 1830,  Walter Scott est plus connu en France que tout écrivain français — dans le peuple comme dans l’élite intellectuelle. Jamais un artiste étranger n’avait suscité un tel engouement.
Louis Maigron se défend de prétendre que Walter Scott a fait le romantisme français. Il dit seulement que Scott aurait pratiqué une sorte de « maïeutique ». L’art de Scott aurait été l’élément le plus efficace pour favoriser le développement du romantisme en France. En asseyant définitivement le genre du roman historique, Scott a contribué à faire sortir des limbes le roman moderne, lui donnant ses lettres de noblesse.
Les apports de Scott concernent le pittoresque. Ils sont nombreux :
- Pittoresque des personnages. Jusque-là, les personnages de roman se ressemblaient tous, élégants, distingués, vertueux, chevaleresques. Scott introduit dans le roman une galerie de créatures extrêmement variées et reconnaissables, des êtres de chair et de sang. Leurs physionomies sont précises, leurs traits sont individuels. Il est impossible de les confondre, il est impossible de les oublier[6]. On abandonne l’artificiel, le figé pour donner vie, comme le fait Scott : on adopte la vivacité, la fraîcheur, la grâce riante ou mélancolique, l’humeur goguenarde ou la fine ironie ; on découvre les charmes nouveaux du naturel, de la sincérité, de la vérité naïve. « La littérature se sentit rajeunir à ce souffle fécond[7]. »
- Pittoresque des descriptions. Les descriptions de Scott sont saisissantes et, en cela encore, les romantiques vont le prendre pour modèle. Ils ne veulent plus de conventions, ils veulent de la nature, des forêts, des châteaux, des batailles et des tournois, comme dans Scott[8].
- Pittoresque dans le récit. Les Français ont la raison pour qualité dominante, tandis que le pittoresque a sa source dans l’imagination. Si les Français — du Roman de Renart et des Fabliaux à Lesage et Voltaire — ont toujours su conter, le pittoresque de narration leur a jusqu’ici échappé. Leur production n’était jusqu’alors qu’une littérature de salon, se permettant seulement quelques fines remarques malicieuses, ne sachant tolérer ni la peinture hardie, ni la familiarité brusque, ni la vivacité expressive, ni la métaphore imprévue, pas plus que le comique dru, trivial ou bouffon. Ici encore, Scott apporte aux futurs romantiques la vie : l’imagination, la fantaisie, la vivacité dramatique[9].
- Pittoresque des dialogues.  Les rois parlent enfin comme leurs sujets. Maigron voit dans l’art du dialogue la plus grande originalité et le triomphe de Scott : « On ne lui a jamais connu d’autre rival que Shakespeare[10]. »

Sous l’influence des apports de Scott, toute une révolution s'opère dans le goût. Des habitudes nouvelles se contractent peu à peu. Un art nouveau se forme lentement : « Ce n'était rien moins que le romantisme lui-même que Scott aidait à se déterminer et dont il préparait le rapide triomphe. »

### Influence de Scott sur le roman historique français
En France, l’imitation de Scott touche dans un premier temps le roman historique. « On n’écrit plus maintenant que des romans historiques », remarque Le Globe du 23 juillet 1825. Dans cette avalanche, Maigron distingue un « vrai » roman historique français (entendons celui qui a compris la leçon de Scott) où, seuls, quatre titres émergent...
- Dans Cinq-Mars (1826), Alfred de Vigny échoue à mettre le peuple en scène[12].
- Balzac y parvient dans Les Chouans (1829).
- C’est avec la Chronique du règne de Charles IX (1829) de  Prosper Mérimée que la mesure est atteinte, que « l’équilibre est parfait ».
- Puis, avec Notre-Dame de Paris (1831) de Victor Hugo, malgré les éblouissantes qualités poétiques de l’œuvre, c’est « la première étape de la décadence[13] » : le pittoresque supprime l'analyse, l'homme est « absorbé par le décor » et le roman historique « est presque devenu un opéra[14] ». La vérité générale, ou même particulière, des sentiments, est supprimée au profit exclusif de la couleur locale. Ce sont les mêmes excès qui amèneront la mort du romantisme.

### Influence de Scott sur le roman français
L’influence de Scott est loin de concerner le seul roman historique. C’est tout l’art du roman lui-même qui est redevable à Scott de quantité de nouveautés (composition dramatique, descriptions pittoresques, dialogue naturel et vivant) dont profitent les Vigny, Mérimée, Balzac ou Hugo.
L’influence de Scott sur Balzac est loin de concerner les seuls Chouans, puisque c’est en voulant « faire du Scott » que Balzac s’initie au réalisme. Balzac témoignera d’ailleurs sa reconnaissance à son maître, dans l’avant-propos de la Comédie humaine. Et il pourrait bien avoir trouvé dans Scott le modèle du roman de mœurs : « Qu'est-ce, en effet, demande Louis Maigron, qu'un bon roman historique, sinon un roman de mœurs sous sa forme parfaite ? L'intérêt des Chouans, de la Chronique, des meilleures parties de Cinq-Mars et de presque tous les romans de Walter Scott, ne reste-t-il pas toujours, et exclusivement, dans la peinture des mœurs ? »
Le roman était recroquevillé sur l’analyse amoureuse. C’est Scott qui élargit son champ d’investigation, en lui faisant découvrir les effrayants ravages que peuvent exercer, dans les cœurs, d’autres passions humaines : l’ambition, la vanité, l’égoïsme, l’orgueil... Le roman se souciait exclusivement de l’individu. C’est Scott qui lui fait découvrir qu’à côté de l’individu existent la société, les intérêts sociaux et les passions sociales. Ce sont, là encore, bien des perspectives ouvertes à Balzac.
L’aboutissement de toutes les influences de Scott, Maigron le voit dans Madame Bovary de Gustave Flaubert, un roman « de Balzac » écrit en une langue « presque digne de  Chateaubriand dans sa sobriété plus châtiée ».  La « poésie du réalisme » que l’on trouvait dans Scott, le roman français la découvre à son tour.

### Influence de Scott sur les historiens français
Maigron s'attache enfin à montrer l'influence qu'exerce Walter Scott sur les historiens Prosper de Barante et Augustin Thierry.

## Maigron et Lukács
Dans Le Roman historique qui paraîtra en 1937, Georg Lukács s’emparera de bien des vues de Louis Maigron pour édifier son célèbre système de sociologie littéraire. Deux différences entre les deux livres peuvent être soulignées :
- S’en tenant à une approche artistique, Maigron voit dans le roman historique de Walter Scott un apport fécond aux romantiques français. Adoptant un point de vue sociologique novateur, Lukács inscrit l’histoire du roman historique dans l’Histoire. Il y voit une lutte entre :
  - le roman historique à  la Walter Scott, arme « révolutionnaire » (républicain, au service de la bourgeoisie) ;
  - le romantisme, arme « réactionnaire » (aristocratique — le Cinq-Mars de Vigny).
- Maigron fait s’arrêter la période du « vrai » roman historique à Notre-Dame de Paris (1831). Lukács prolonge la période du roman historique « de forme classique » jusqu’à 1848 (les bourgeois ayant fait tirer sur le peuple, l’écrivain — bourgeois, et qui ne peut faire autrement qu’être bourgeois — ne peut plus désormais prétendre être la voix du peuple).